# غطاء المحرك

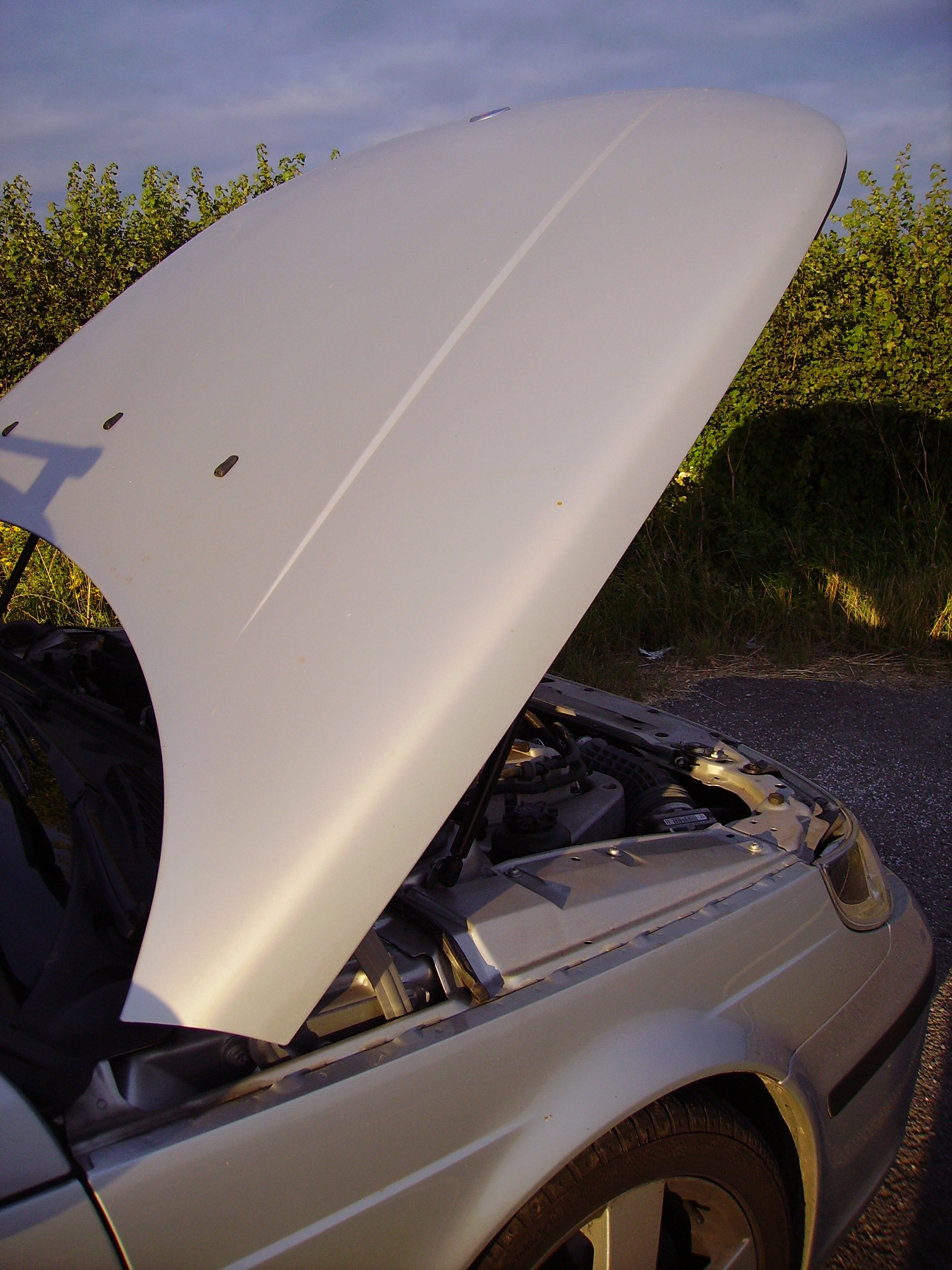
غطاء محرك سيارة مفتوح

غطاء المحرك أو قَلَنْسُوة المحرك هو جزء من الهيكل الخارجي للمركبات ذات المحرك، والذي يرتبط به بواسطة مفصلات، ويقوم بتغطية قسم المحرك.
يقوم غطاء المحرك بتغطية المحرك وأجزائه أثناء الدوران، مما يحمي المحيط والمحرك ذاته من الوسط المحيط؛ كما يسهل غطاء السيارة الوصول إلى أجزاء المحرك للفحص أو للصيانة.

## التسمية
مرادفات: القَلَنْسُوَة